# Rue Bolchaïa Ordynka

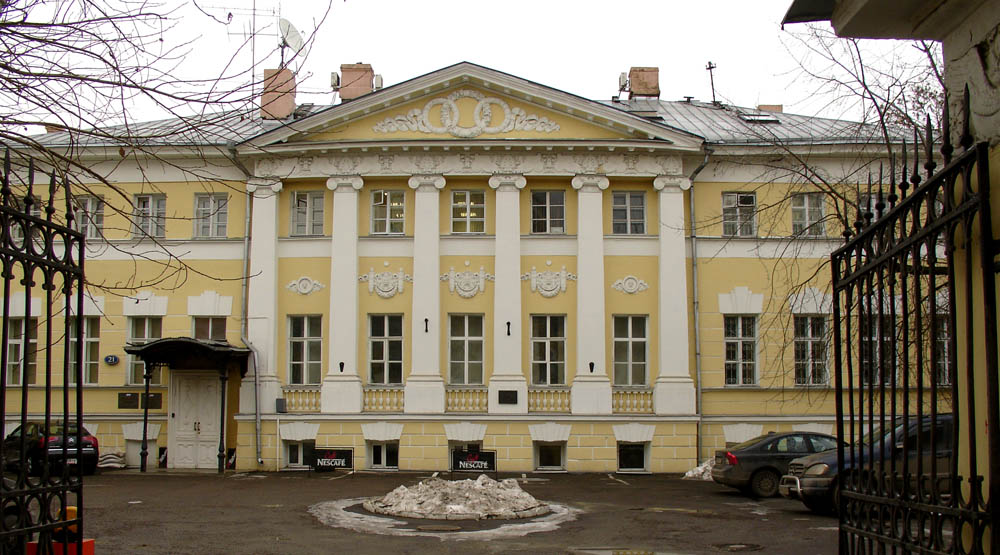
Hôtel particulier des Dolgov (N°21), construit par Vassili Bajenov

La rue Bolchaïa Ordynka (Большая Ордынка, littéralement grande rue de la Horde) est une rue du centre historique de Moscou.

## Situation et accès
Située sur la rive gauche de la ville, elle se trouve dans le quartier de Zamoskvaretchié, l'un des plus pittoresques de la ville qui était avant la révolution un quartier de marchands et de demeures cossues, tout comme un quartier populaire. Aujourd'hui c'est un quartier d'élite avec plusieurs ambassades, hôtels particuliers restaurés et immeubles résidentiels.
La rue débute au petit pont de la Moskova et se termine place Serpoukhovskaïa. La rue Malaïa Ordynka (petite rue de la Horde) lui est partiellement parallèle.

## Origine du nom
Son nom provient de la Horde d'or, à laquelle les principautés russes et la Moscovie étaient assujetties. Sans doute vivaient ici les dignitaires chargés de négocier le tribut que les princes devaient payer au khan.

## Bâtiments remarquables et lieux de mémoire

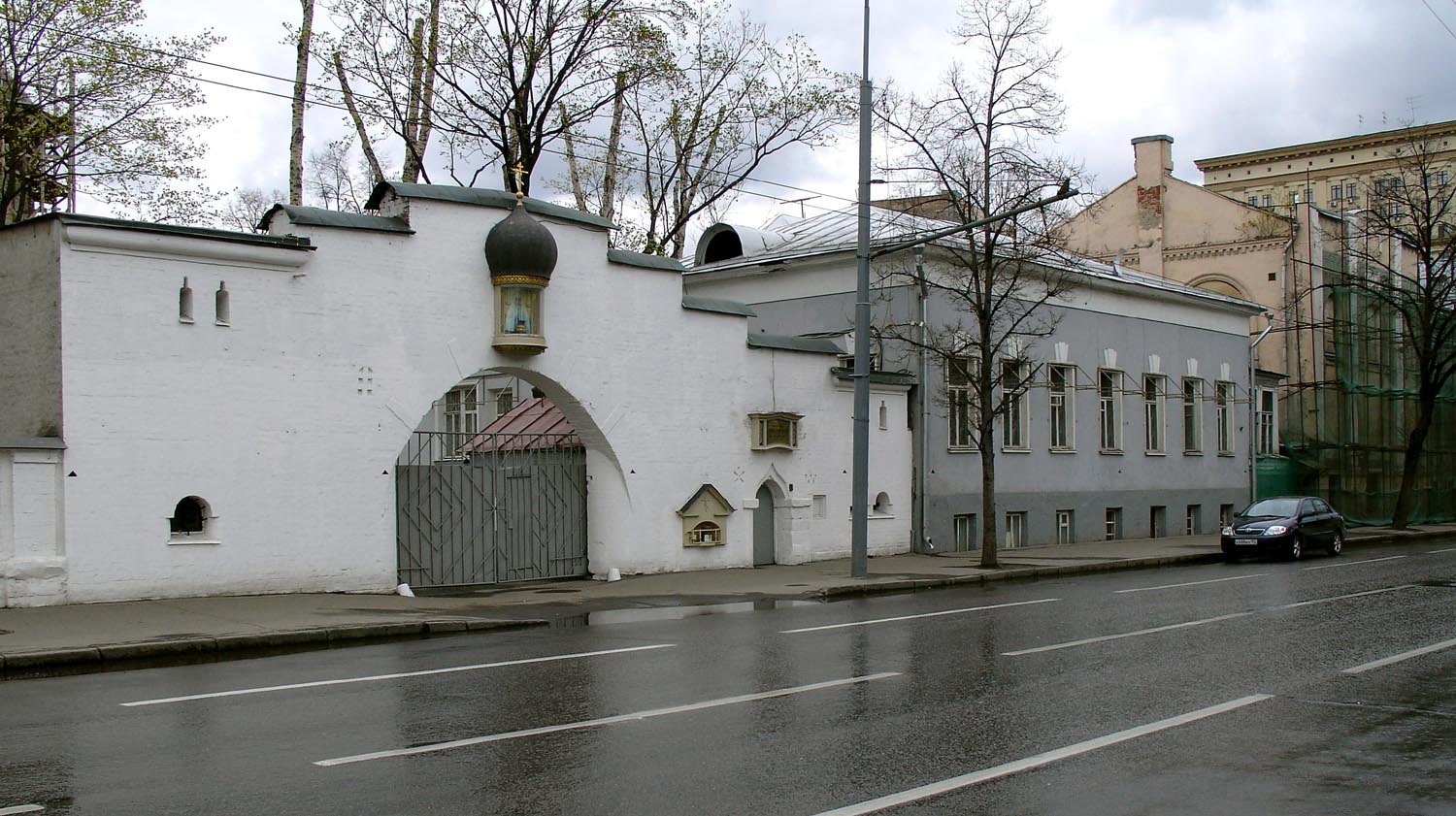
Entrée du couvent Saintes-Marthe-et-Marie par Alexeï Chtchoussev
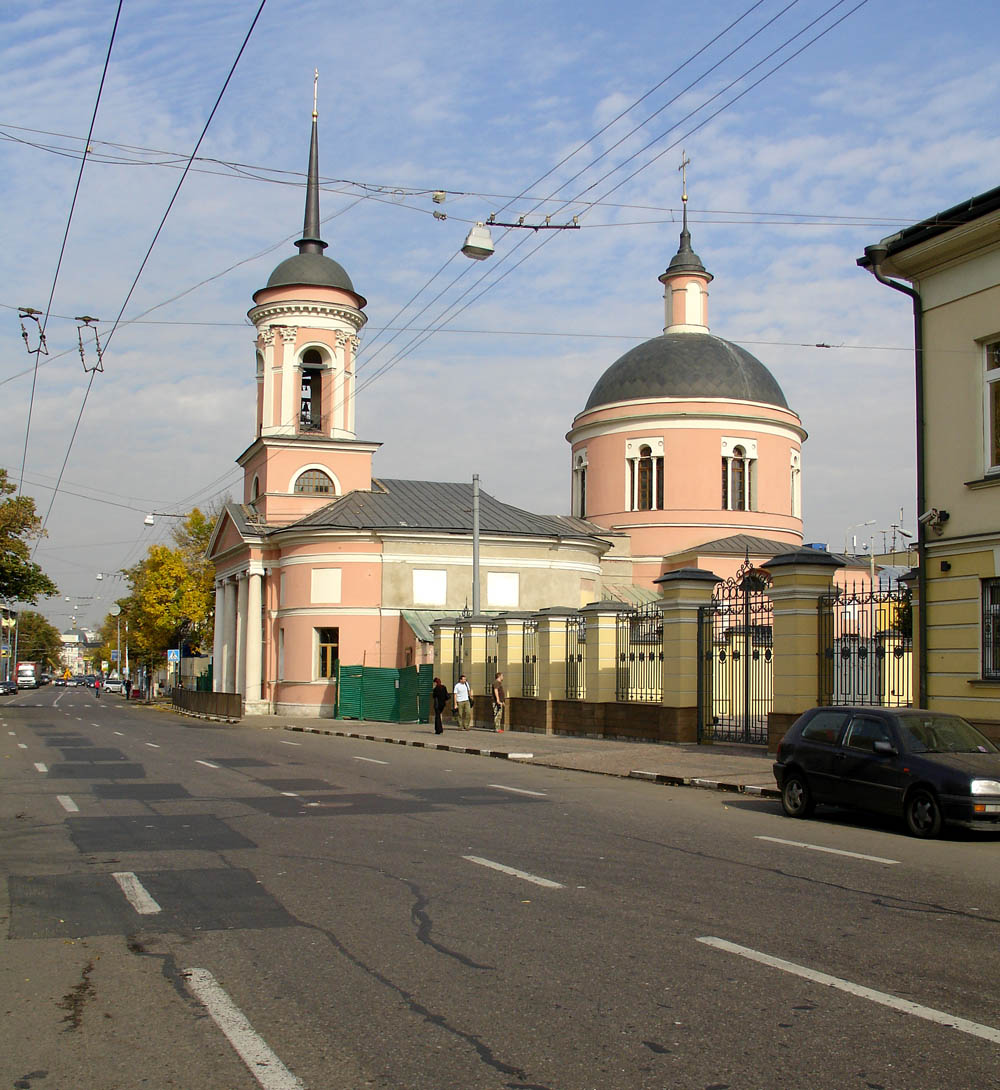
Vue de l'église ND d'Ivérie
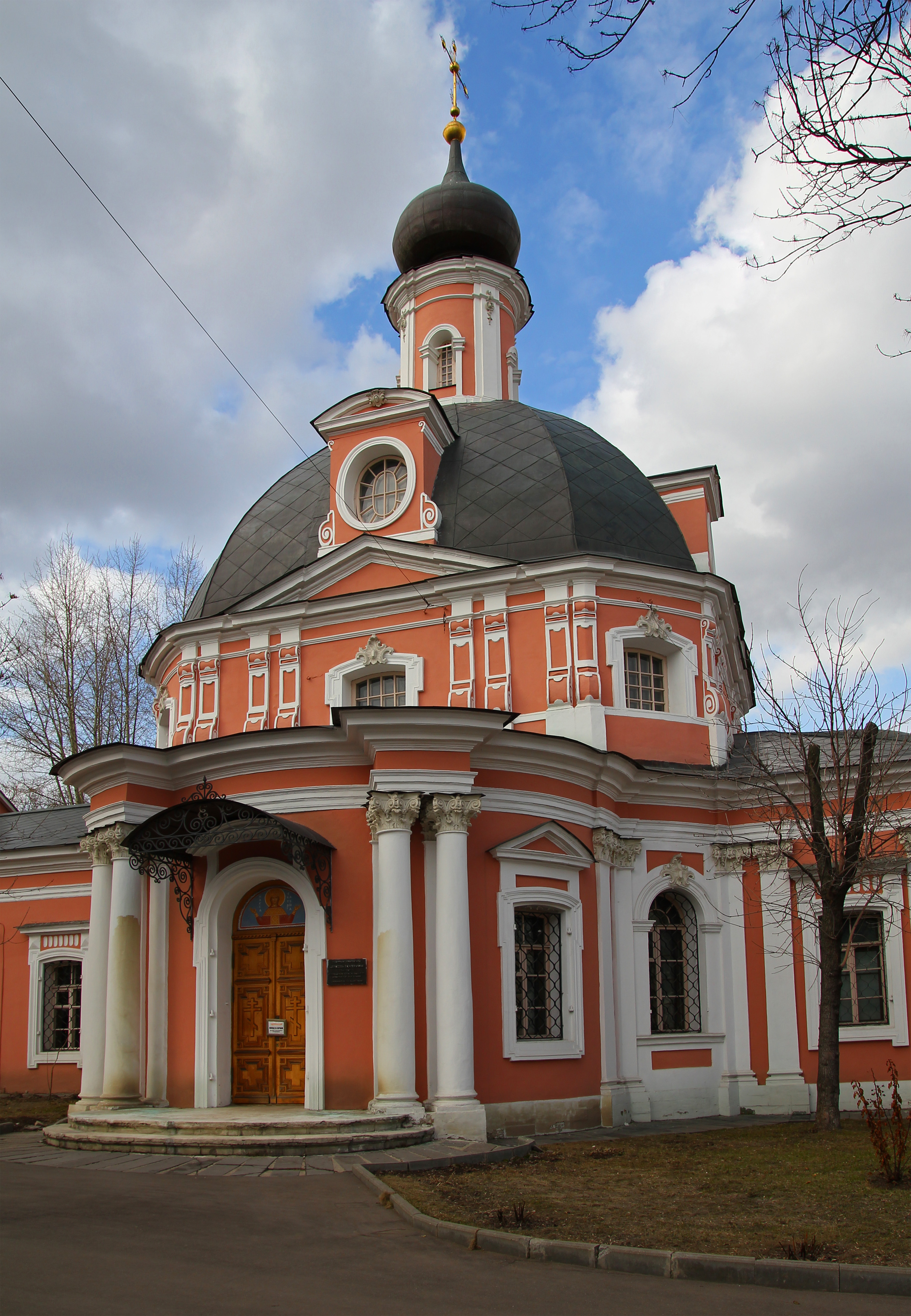
Vue de l'église Sainte-Catherine
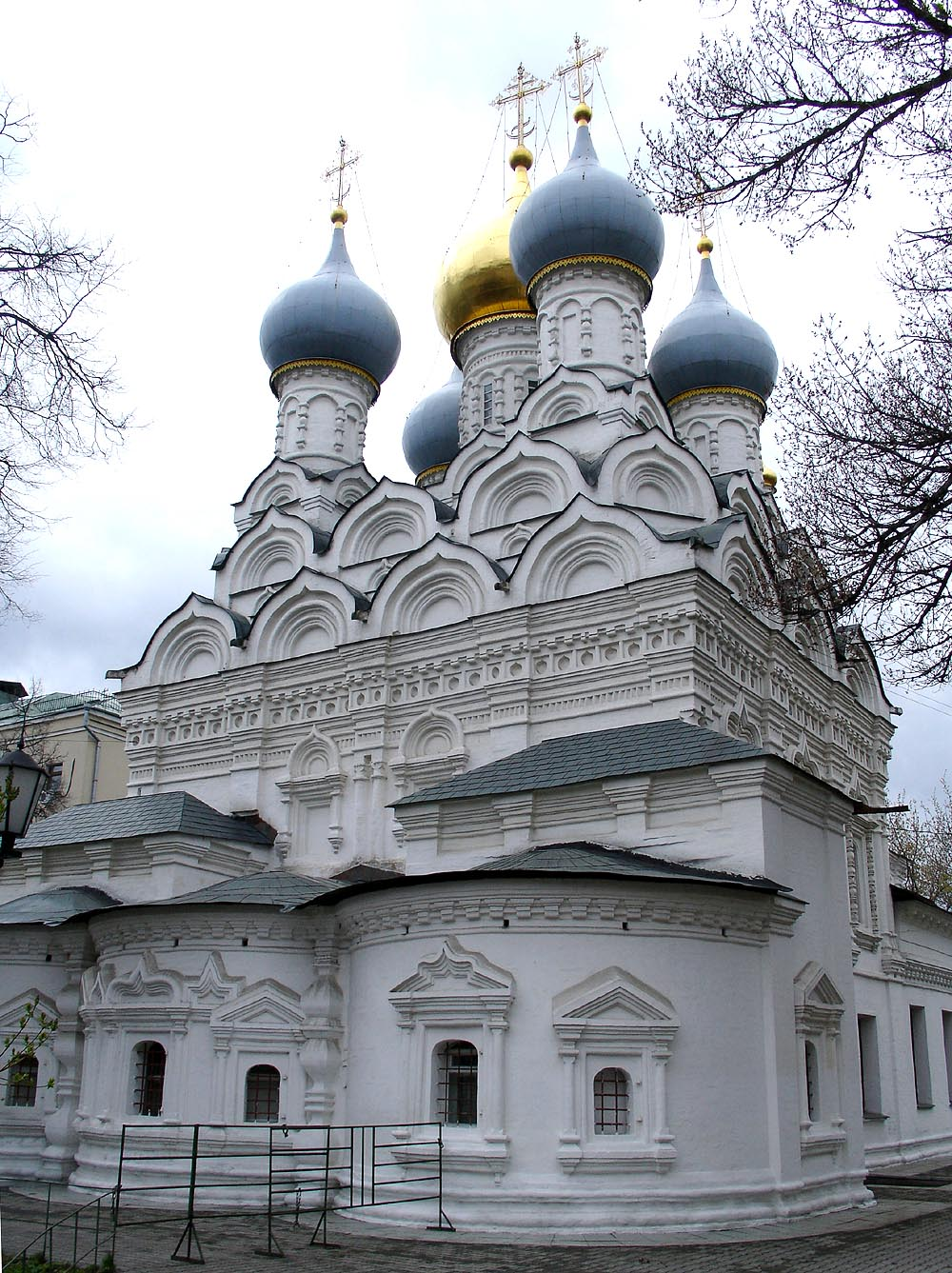
Vue de l'église Saint-Nicolas de Pyji
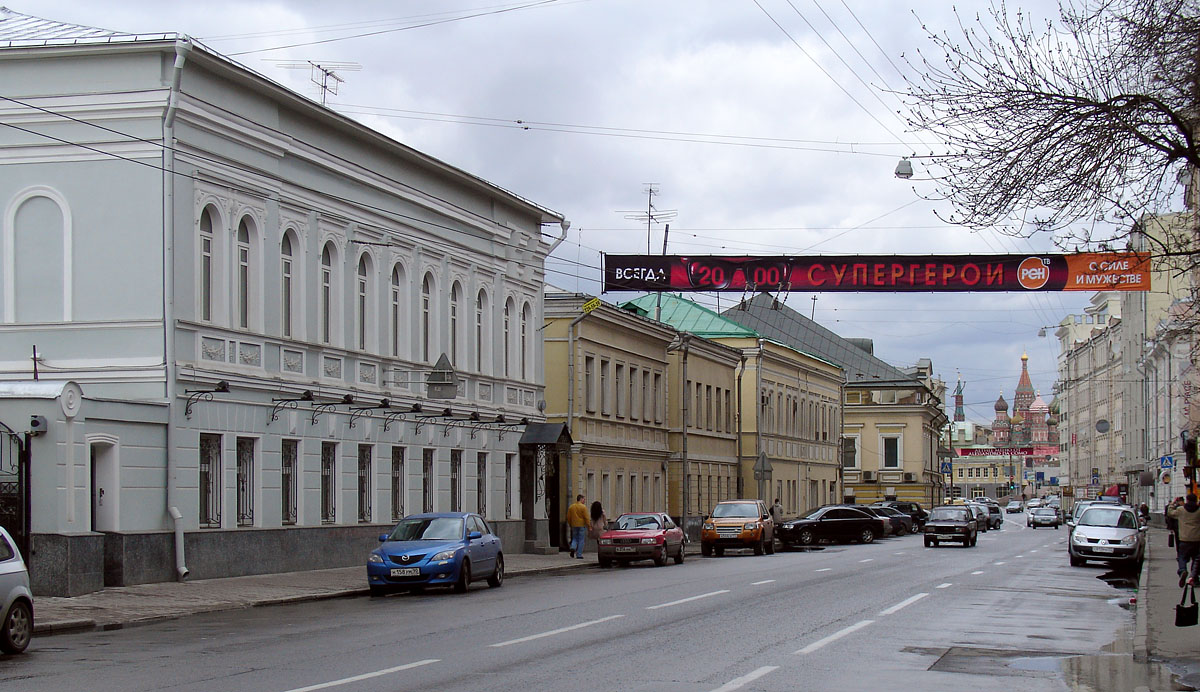
Vue de la rue Bolchaïa Ordynka du N°12 au N°6
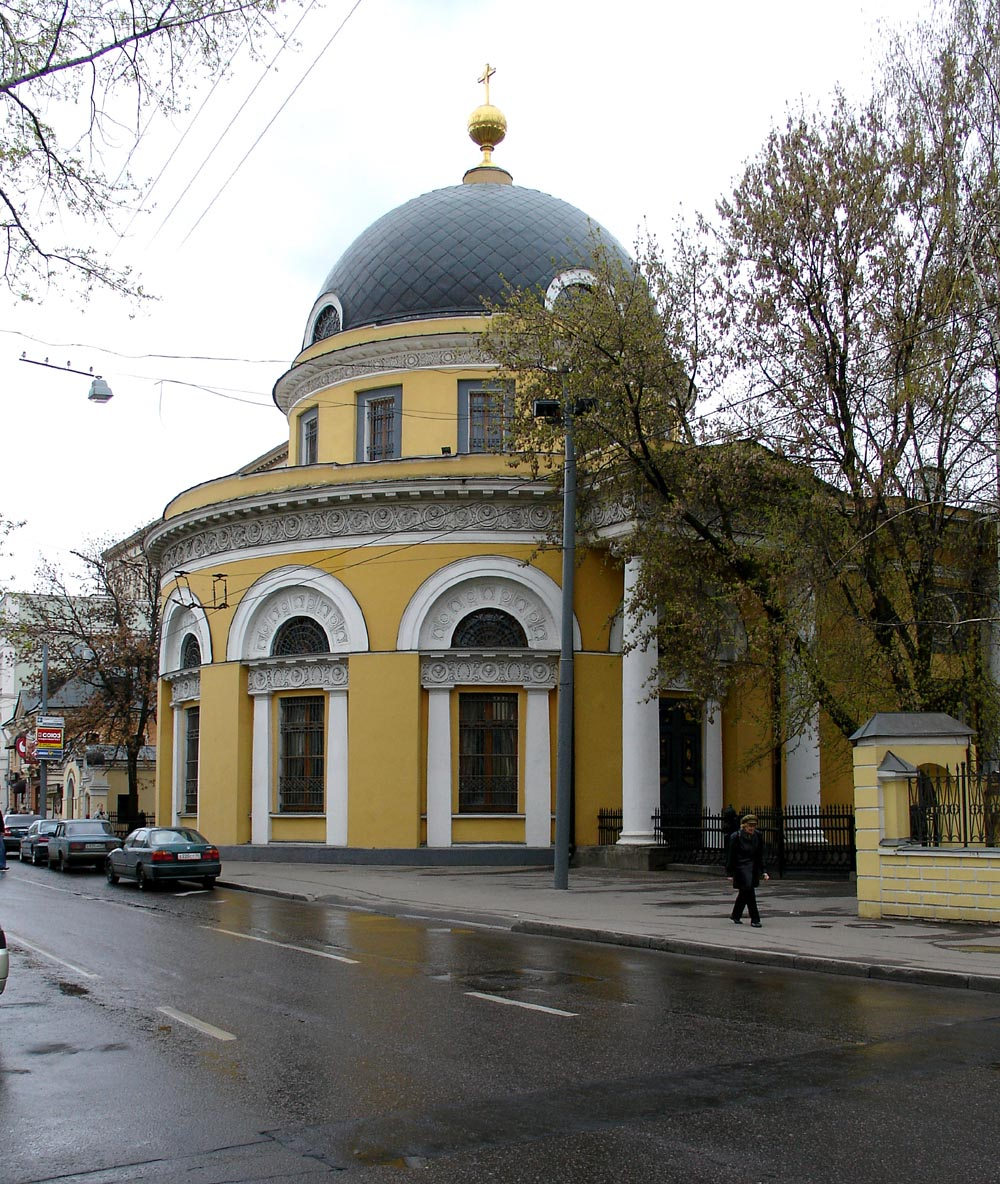
Vue de l'église ND Consolatrice des Affligés
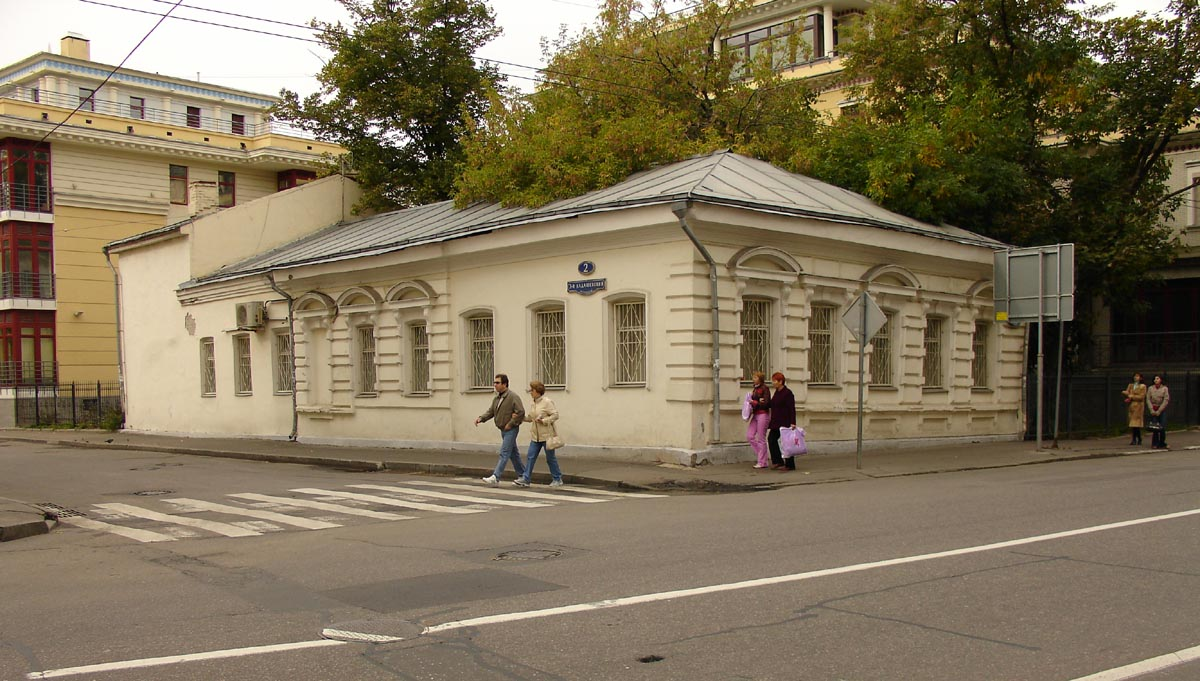
Petite maison du XVIIIe siècle sans étage au N°16
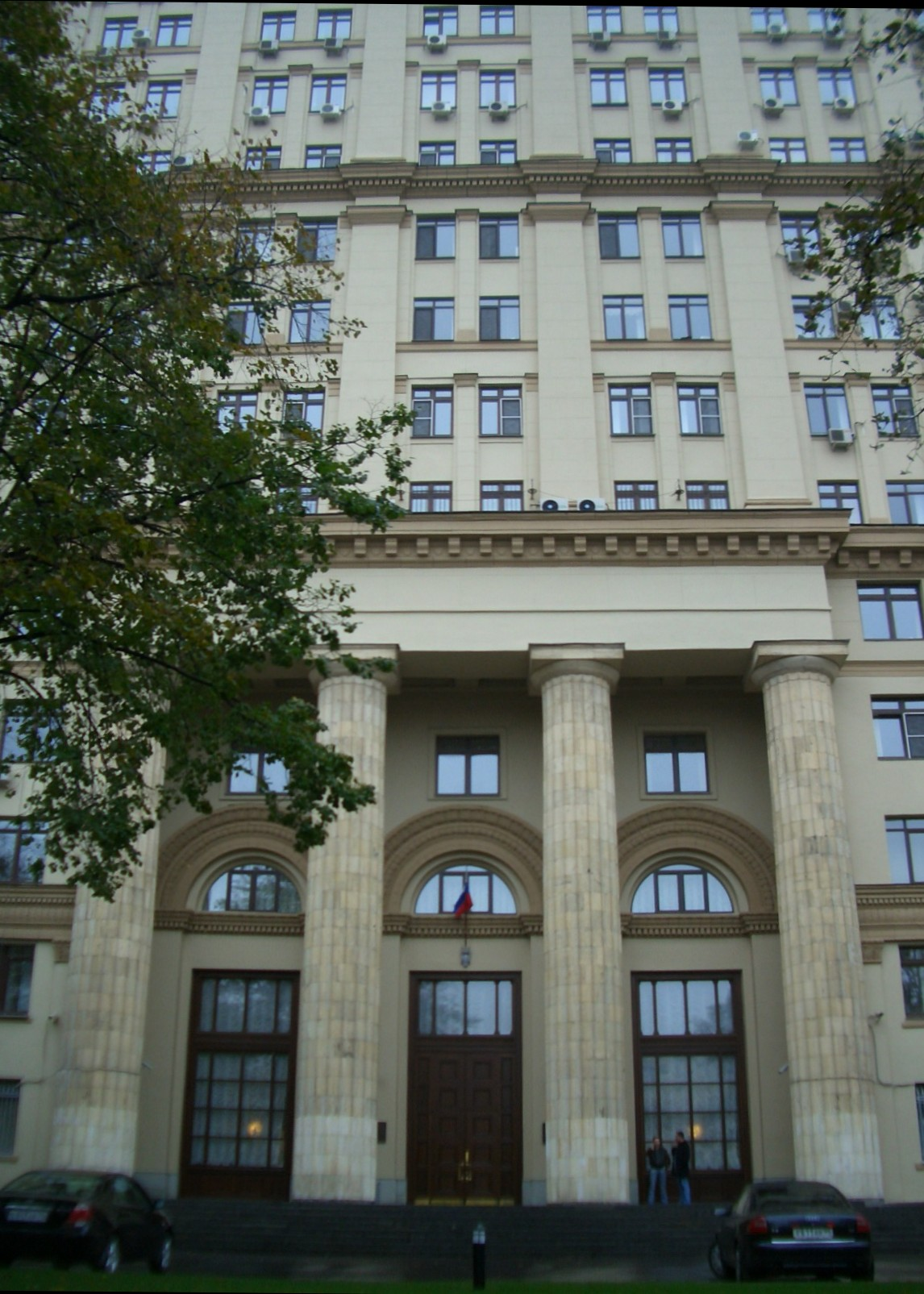
Agence de la Rossatom

### Côté impair
- N°7 Maison du XVIIIe siècle avec des bâtiments du XVIe siècle

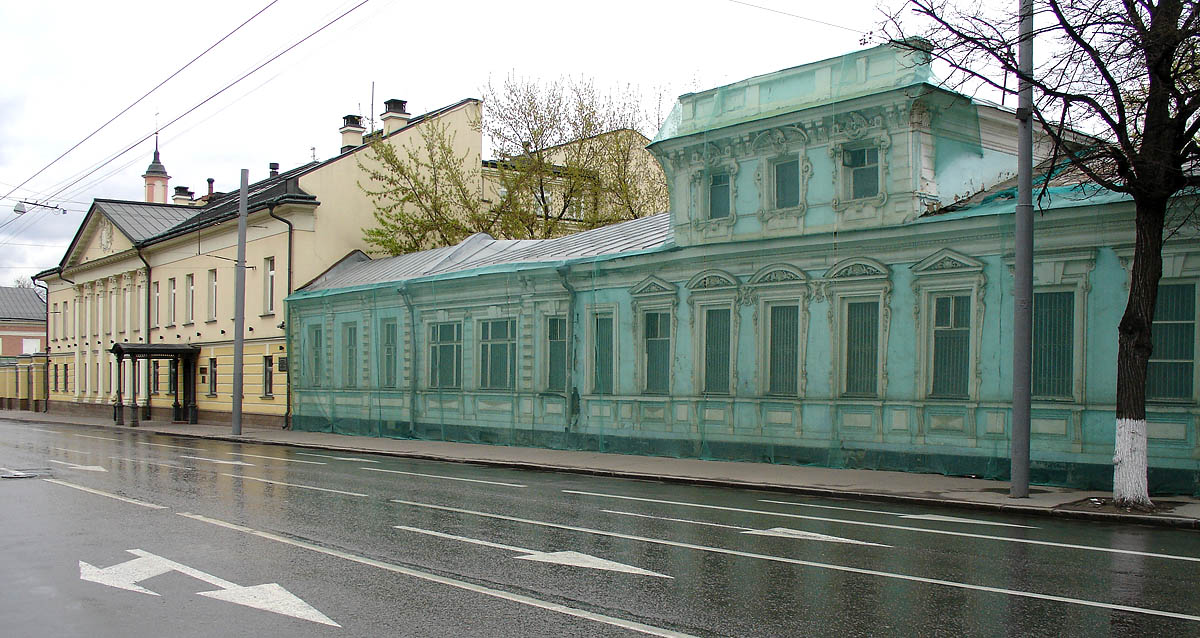
Ancien hôtel particulier des Mindovski

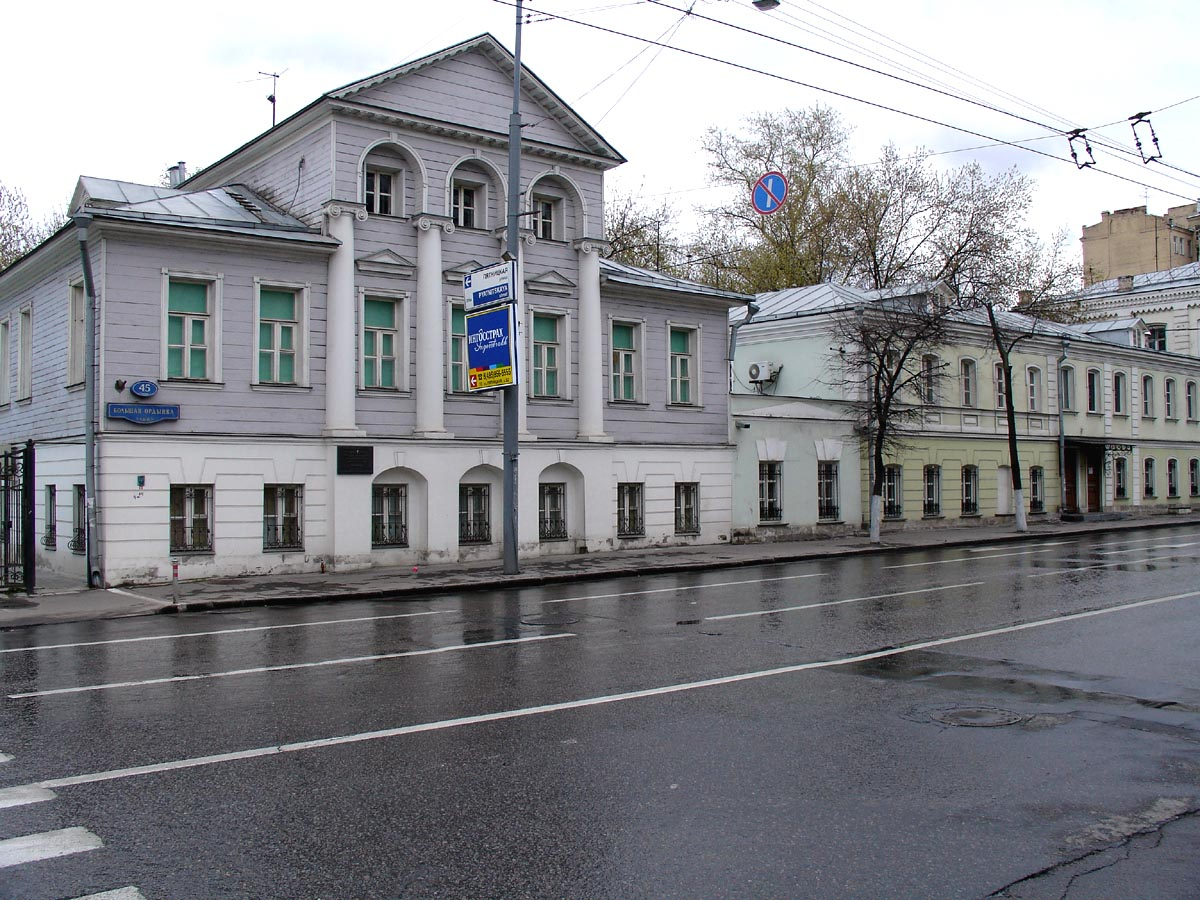
Ancien hôtel particulier des Arseniev

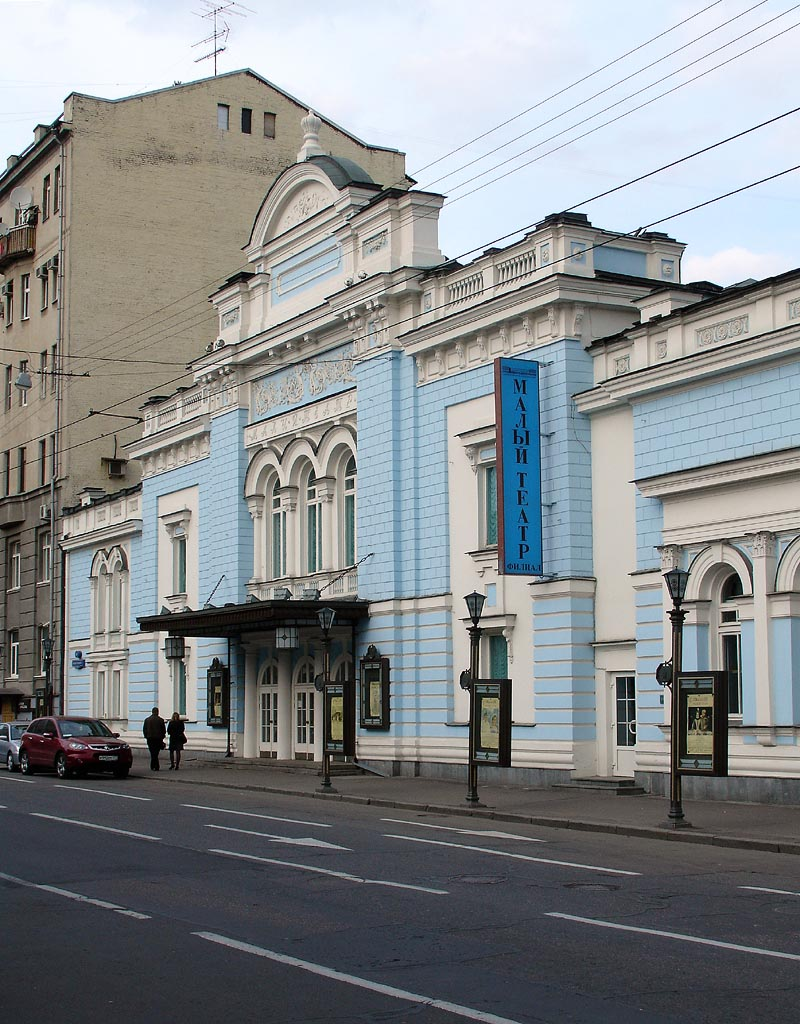
Filiale du théâtre Maly

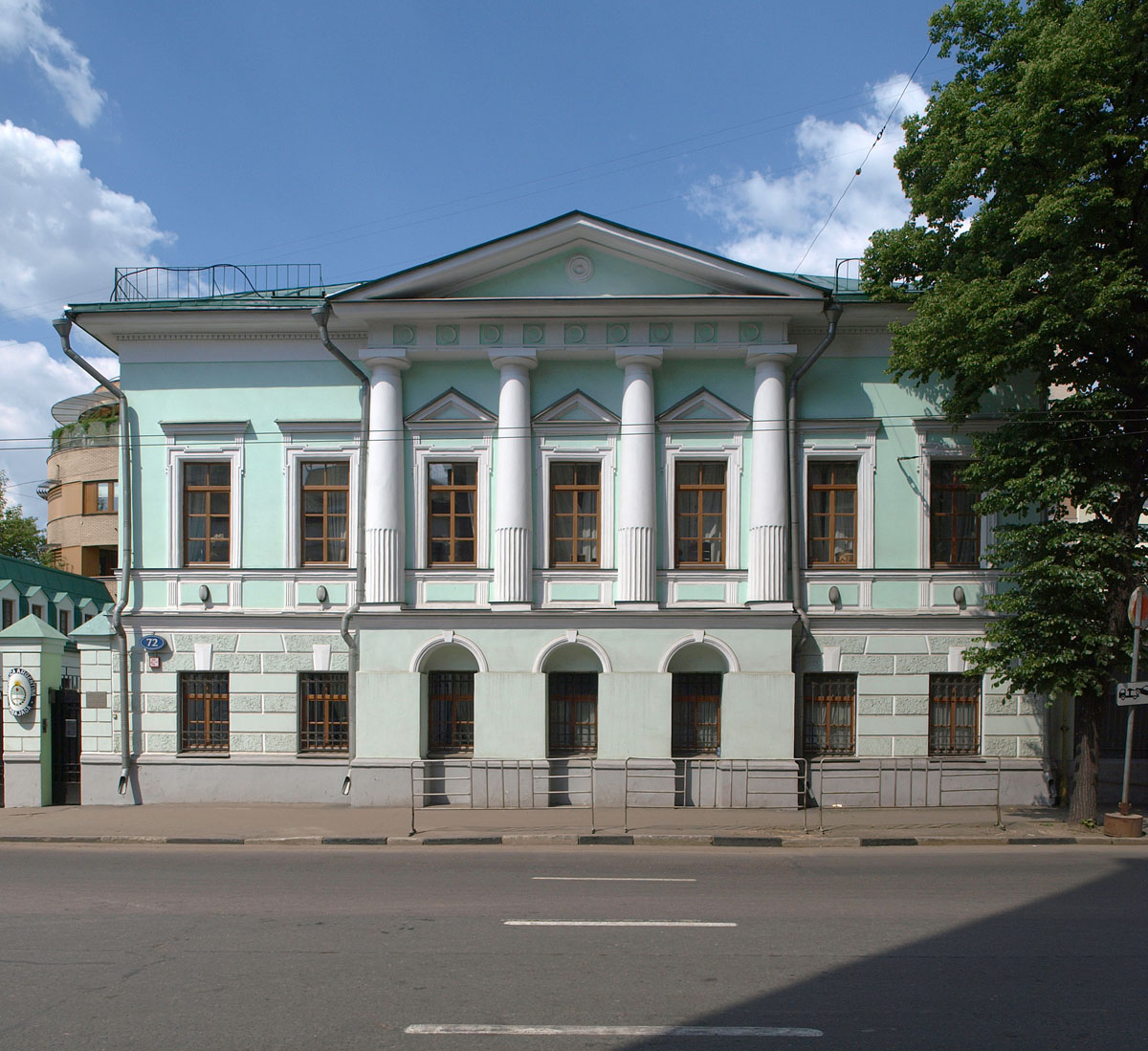
Ambassade d'Argentine

- N°17 Immeuble où vécut Anna Akhmatova de 1939 à 1966 (appartement 13)
- N°21 Hôtel particulier de la famille Dolgov-Jemotchkine, partagé aujourd'hui entre l'Institut Matveï Kazakov et la Maison de l'Amérique latine
- N°27/6 Église Saint-Nicolas de Pyji, clocher de 1672
- N°31/12 Hôtel particulier de la famille Syssoline-Golofteïev, XVIIIe – XIXe siècle
- N°39/22 Église Notre-Dame-d'Ivérie-sur-Spolie, 1798-1842
- N°41 Immeuble du XIXe siècle
- N°43 Hôtel particulier de la famille Mindovski (industriels du textile), XIXe siècle
- N°45/8 Hôtel particulier de la famille Arseniev, début du XIXe siècle
- N°47 Ancienne école Alexandre-et-Marie (1870), construite par Alexandre Kaminski
- N°53 Maison de 1811
- N°61-63 Hôtel particulier de 1840-1870
- N°69 Filiale du théâtre Maly

### Côté pair
- N°4 Immeuble du début du XIXe siècle
- N°6 Hôtel particulier du XVIIIe siècle
- N°14 Maison d'E.P. Petrov avec sa fabrique
- N°16 Maison sans étage du XVIIIe siècle
- N°18/1 Ambassade de Bahreïn, ancienne maison particulière construite par Piotr Ouchakov en 1892
- N°20 Église Notre-Dame-Consolatrice-des-Affligés, construite par Vassili Bajenov en 1792, puis par Joseph Bové en 1834-1836
- N°22 Ancienne école féminine orthodoxe
- N°28 Immeuble de l'agence atomique Rosatom
- N°32 Maison Archinov, construite par Franz Albert Schechtel en 1900
- N°34 Couvent Saintes-Marthe-et-Marie, fondé par la grande-duchesse Élisabeth, construit par Alexeï Chtchoussev et Boris Freudenberg.
- N°36 Immeuble construit en 1861
- N°38 Immeuble construit en 1851
- N°42-44  Maison sans étage construite au début du XIXe siècle
- N°46 Maison de bois construite en 1817
- N°46b Ambassade d'Israël
- N°60 Église Sainte-Catherine, construite en 1766-1775 par Karl Blank
- N°62 Ambassade de Kirghizie, ancienne maison de la famille Ijboldine, construite par Lazarev en 1911
- N°66 Ambassade de Mauritanie
- N°70 Ambassade du Kenya
- N°72 Ambassade d'Argentine, dans un ancien hôtel particulier du début du XIXe siècle